# 북살무사
북살모사 또는 북살무사(common European viper 또는 common European adder, 문화어: 불살모사)는 서유럽과 동아시아에 걸쳐 매우 널리 발견되는 살모사과의 독사이다. 서양에서 그냥 살모사(common viper)라고 하면 이 종을 일컫는 것이다. 학명은 비페라 베루스(Vipera berus). 한반도에서는 아종인 사할린북살모사가 북부 지방에 서식한다.